# Magdalena Kupfer

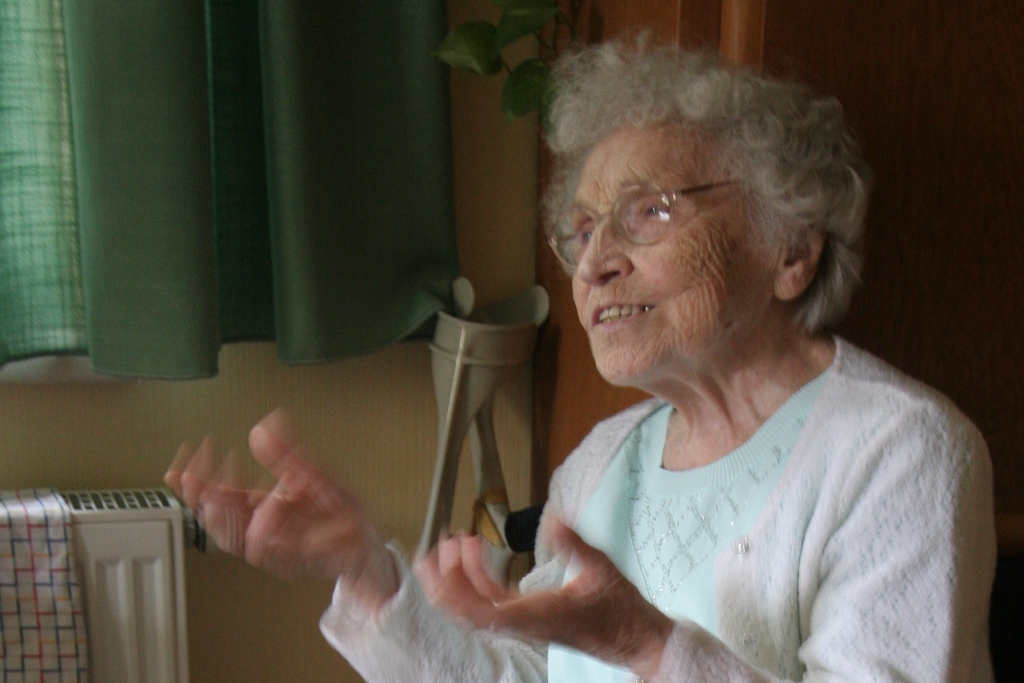
Magdalena Kupfer (2009)

Magdalena Kupfer (* 9. Oktober 1910 in Leipzig; † 25. Februar 2011 in Dresden) war eine deutsche evangelische Religionspädagogin. Als Politikerin engagierte sie sich bis zu ihrem Austritt 1950 für die Christlich-Demokratische Union Deutschlands (DDR).

## Leben
Kupfer studierte Pädagogik, Psychologie und Philosophie an der Universität Leipzig. In der Zeit des Nationalsozialismus war sie Mitglied des „Bundes Deutscher Kriegsgegner“ und ab 1933 Mitglied der Bekennenden Kirche. Nach dem Verlust der Festanstellung im Schuldienst erhielt sie eine Anstellung als Lehrerin „Springerin in ganz Sachsen“ mit 19 Strafversetzungen.
Sie wurde in der Zeit nach 1945 Schulleiterin in Leukersdorf. Mitglied im Sächsischen Landtag war Kupfer von 1946 bis 1950 mit Mandat der CDU. Auf Bitte des Justizministers Johannes Dieckmann übernahm sie die Leitung des sächsischen Frauengefängnisses in Leipzig-Kleinmeusdorf. Sie trat 1950 aus der CDU aus und gab ihre politischen Ämter auf.
Von 1951 bis 1976 war Kupfer Dozentin für Pädagogik und Psychologie am Evangelisch-Lutherischen Diakonenhaus Moritzburg sowie Mitglied der sächsischen Landessynode und der Synode der Evangelischen Kirche in Deutschland. Außerdem war sie als Referentin in der Evangelischen Akademie in Meißen tätig. Sie war die Erste Diakonin in der Gemeinschaft Moritzburger Diakone und Diakoninnen. 1997 wurde ihr das Bundesverdienstkreuz am Bande verliehen.

## Ehrung

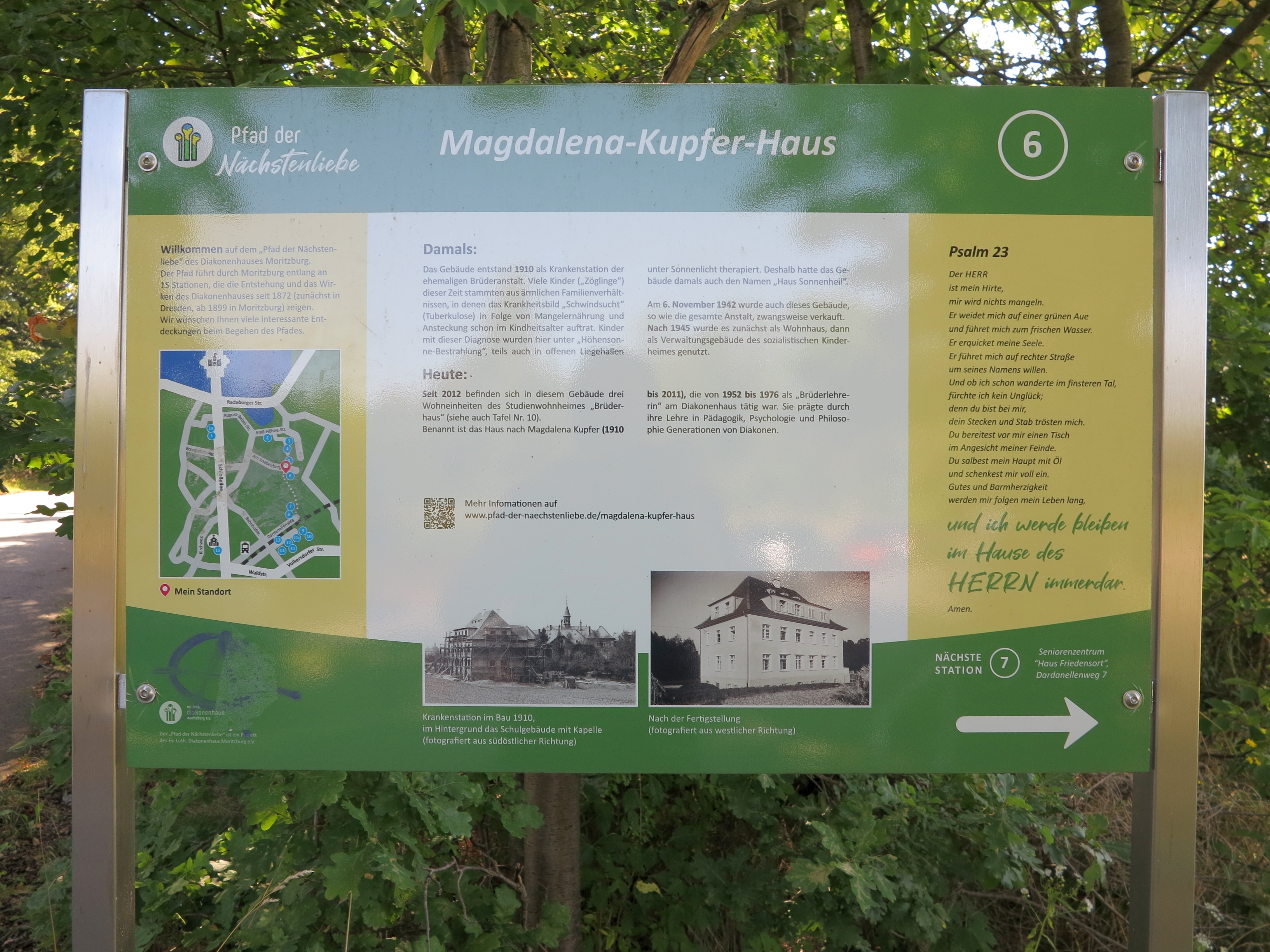
Magdalena-Kupfer-Haus

In Moritzburg erinnert die Benennung eines Gebäudes in den diakonischen Einrichtungen an Person und Wirken von Magdalena Kupfer.